# Per ardua ad astra

Im Emblem der Royal Air Force

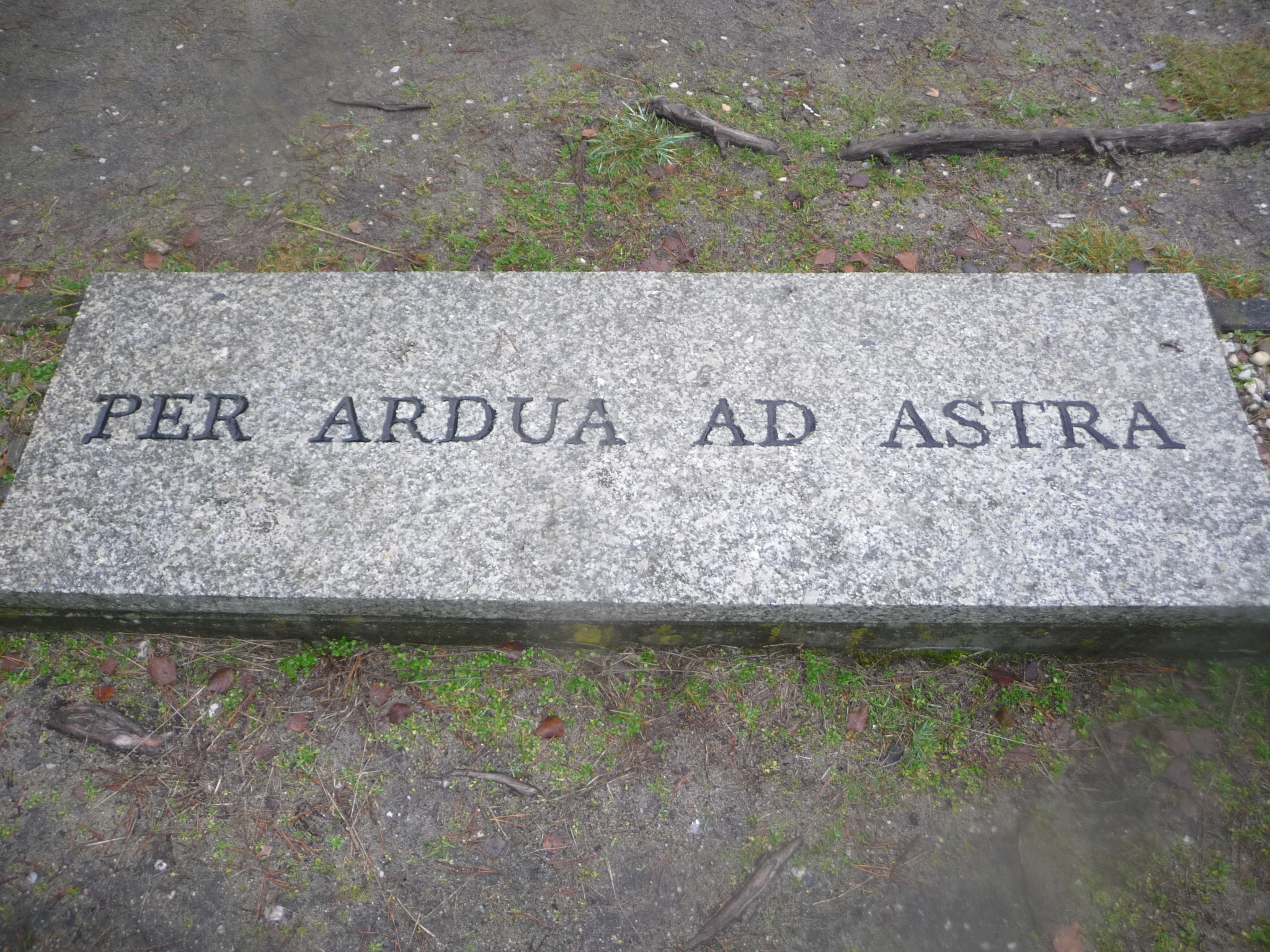
Bodeninschrift im ehemaligen deutschen Kriegsgefangenenlager Stalag Luft III in Zagan, Polen, wo im März 1944 eine Massenflucht westalliierter Militärangehöriger scheiterte. Das Ereignis bildete die Vorlage für den US-Spielfilm Gesprengte Ketten von 1963 mit Steve McQueen.

Per ardua ad astra (lateinisch für „Durch Schwierigkeiten [besser ‚Härte‘ oder ‚Strebsamkeit‘] zu den Sternen“) ist der Leitspruch der Royal Air Force und anderer Commonwealth-Luftstreitkräfte, wie der RAAF, RNZAF und der früheren RCAF. Es stammt vom April 1913 und wurde durch das neugebildete Royal Flying Corps genutzt.

## Herkunft
Der erste Commanding Officer des Royal Flying Corps (Military Wing) war Oberst Frederick Sykes. Er bat seine Offiziere, ein Motto für den neuen Dienst zu entwerfen, das einen starken Esprit de Corps hervorbringen sollte.
Kurz darauf gingen zwei Nachwuchsoffiziere von der Offiziersmesse in Farnborough nach Cody’s Shed in der Laffanebene. Während sie gingen, diskutierten sie das Problem des Mottos und einer von ihnen, Leutnant J. S. Yule, erwähnte den Satz „Sic itur ad Astra“ (so erlangt man Unsterblichkeit), von Vergil. Er erweiterte dies dann mit dem Satz „Per Ardua ad Astra“, den er mit „Durch Kämpfe zu den Sternen“ übersetzte. Colonel Sykes bestätigte dies als Motto und leitete es an das Kriegsministerium weiter. Es wurde dann dem König vorgelegt, der seine Annahme genehmigte.